# GMOあおぞらネット銀行
GMOあおぞらネット銀行株式会社（ジーエムオーあおぞらネットぎんこう、英: GMO Aozora Net Bank, Ltd.）は、東京都渋谷区に本拠を構える、あおぞら銀行とGMOインターネット及び傘下のGMOフィナンシャルホールディングスが共同出資するインターネット銀行（新たな形態の銀行）である。かつては信託銀行として営業していたが、2018年10月1日付であおぞら銀行に信託部門を吸収分割した。
なお、あおぞら銀行が2018年時点で大株主であるが、金融機関としては別である。特に、あおぞら銀行のBANKと、本銀行とは、別である。

## 概要
1994年4月1日に日債銀信託銀行として開業。後に親会社の日本債券信用銀行（現：あおぞら銀行）の経営破綻と外資への売却に伴い、あおぞら信託銀行となった。
2005年には、ソフトバンクグループのヤフーとの間で業務・資本提携に合意。インターネット専業銀行設立を予定するも、2006年2月23日に提携解消を発表した。
2016年6月、あおぞら銀行による公的資金の完済を契機に同行の成長投資を加速させる為、GMOインターネットとの共同運営によるインターネット専業銀行事業への参入に向け資本業務提携が行われた。2015年6月、本件の検討開始が発表された際に日本経済新聞が報じたところによれば、あおぞら信託銀行の行名を変更した上で、法人、個人を対象としたフルバンキングを目指す方針と伝えられている。
2018年6月よりGMOあおぞらネット銀行に社名変更し、7月17日よりインターネット銀行事業を開始した。一方で信託業務については2018年10月1日を以て吸収分割の手法により、あおぞら銀行に移管された。
個人向けと法人向けの両方のサービスを展開しているが、社長の山根武は、2024年12月のインタビューで「法人に軸足を置き徹底的にサービスを磨き上げている」と話している。
ネット銀行としては最後発組であるが、開業以来、赤字決算が続いている。当初は開業5年目の2023年3月期の黒字化を目指していたが、想定通りに利益が伸びず、黒字化目標を2025年3月期に後ろ倒しした。2022年10月には、親会社のあおぞら銀とGMOグループから約87億円の資本増強を受けることも決まっており、同業が着々と業績を伸ばす中、いまだ投資先行で収益が伸び悩んでいる状況が続いているといえる。

## 沿革
- 1994年
  - 2月28日 - 日債銀信託銀行株式会社として設立。
  - 4月1日 - 開業。
- 2001年1月 - 商号をあおぞら信託銀行株式会社に変更[6]。
- 2003年5月 - 本店を千代田区九段南（旧・さくら銀行本店の場所）に移転。
- 2016年
  - 6月 - あおぞら銀行及びGMOインターネットと、インターネット銀行の共同運営に関し業務提携。第三者割当増資を実施し、GMOインターネットに普通株（議決権割合で14.9%）、あおぞら銀行に種類株を割当。あおぞら銀行の完全子会社でなくなる[8]。
  - 7月 - GMOインターネットが保有株式の半数をGMOクリックホールディングス（現・GMOフィナンシャルホールディングス）に譲渡[14]。
- 2017年5月8日 - 本店を千代田区麹町六丁目のソフィアタワーに移転[15][16]。
- 2018年
  - 6月1日 - GMOあおぞらネット銀行株式会社に商号変更[17]。同時に本店を渋谷区桜丘町に移転[17]。
  - 7月17日 - インターネット銀行サービスを開始。
  - 10月1日 - 信託業務を吸収分割により、あおぞら銀行に移管[18]。
- 2019年
  - 12月9日 - 本店所在地を現在の渋谷フクラスに移転[19]。
- 2020年
  - 4月7日 - 同社が公開する銀行APIの実験環境「sunabar」を無償で提供開始[20] 。
- 2023年
  - 5月15日 - セブン銀行ATMでのスマホ ATM サービス開始[21][22]。

## 提供するサービス（予定含む）

### ハイセキュリティカード
開業当初、米Dynamics Inc.と提携して「ハイセキュリティデビット一体型キャッシュカード」を発行するとしていた。これは、16桁あるVisaデビットカード番号のうち中央の8桁が可変式となっており、カード上に配置されたボタンを押下することでATMでの現金引き出し・預け入れやデビットカードとしての利用ができるというものであり、カード紛失時等の物理的セキュリティを高めていた。しかしながら、2019年3月のプレスリリース「ハイセキュリティカードご提供時期の変更について」において、導入時期を2019年春から変更し、サービス提供目処が判明次第改めてお知らせするとしたが、そのリリース以後、同カードの導入予定時期への言及はなく、2025年現在、導入の見通しは全く立っていない。

## 不祥事・事件

### 2024年9月に発生した誤送金
2024年9月30日、一括振込（同じ金額を複数の口座に同時に振り込むサービス）のシステムにトラブルが発生し、振込総額を個別の口座に送金してしまうという事象が発生した。例えば5つの口座に対して100万円ずつ送金するはずが、総額の500万円がそれぞれの口座に実際に振り込まれてしまうという具合である。日本経済新聞の取材によれば、誤送金の件数は1728件で、本来であれば総額で1000万円振り込まれるべきところ、6000万円振り込まれてしまった事例もあったという。GMOあおぞらネット銀行は、振込先の銀行と連携して振込元口座に組戻し（返金）を行い、再度正しい内容で送金しなおすことで事態の収拾を図った。同行ではシステムの復旧作業中にミスがあった可能性があるという。同行は中小企業やスタートアップ企業を中心に、15万の法人口座を抱えており、月末に法人間の決済を多く処理していたことが、被害の件数および金額を増加させる一因となった。